# رقم القيد

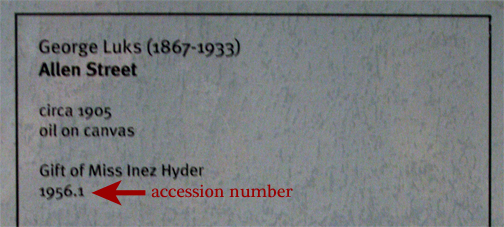
بطاقة تعريف في معرض تشير لرقم قيد العنصر.

رقم القيد هو عبارة عن رقم مسلسل متفرد يعطى للمادة حسب ورودها من واقع سجل القيد في المكتبات والمعارض الفنية والمتاحف ودور المحفوظات، والتسمية عادة غير دقيقة، لأن الشكل الذي يتخذه رقم القيد غالبًا ما يكون أبجدي رقمي.
عند إزالة عنصر من المجموعة، لا يتم عادةً تدوير رقمه للعناصر الجديدة.

## في المكتبات
في المكتبات، عادةً ما يستخدم رقم القيد هذا مع رقم التصنيف المكتبي ورقم النظام القياسي الدولي أو رقم الكتاب القياسي الدولي (International Standard Book Number) المخصص من الناشرين.

## في علم النبات
يستخدم رقم القيد في علم النبات، حيث تستخدمه المؤسسات التي لديها مجموعات حية مثل الشجر، والحدائق النباتية، وما إلى ذلك، لتعريف النباتات أو مجموعات النباتات المنتمية لنفس التصنيف، والمنتمية لنفس وحدة الاستنساخ، والقادمة من نفس المصدر، في نفس الوقت. أيضا يستخدم رقم القيد في المعاشب وغيرها من المؤسسات النباتية التي تجمع المواد غير الحية.

## في المتاحف
قد يتضمن رقم القيد سنة الشراء، وأحيانًا التاريخ الكامل (كما في المتحف البريطاني)، ورقم تسلسلي منقط. أيضا يجوز حجز جزء من الأرقام للأقسام أو التصنيفات الفنية داخل المجموعة أو المتحف. كمثال قد تشير العناصر المحددة بالأرقام من 11.000 إلى 11.999 للعناصر التي حازها المتحف في عام 1911؛ يمكن استخدام أول 300 رقم للإشارة للفن الأمريكي، بينما يمكن استخدام الخمسين التالية (11.301–350) للإشارة للفن الأفريقي. أحيانا تستخدم أحرف وعلامات ترقيم أخرى، مثل الفواصل أو الواصلات أو الشرطة المائلة.

## استخداماته في أنظمة موازية أخرى
أحيانا تُستخدم أنظمة ترقيم أبسط في المؤسسات القديمة جنبًا إلى جنب أو مدمجة في الأنظمة الأحدث. تحتاج المؤسسات عادةً للاحتفاظ بالرقم الأصلي في شكل ما حيث لا يزال قيد الاستخدام في المراجع القديمة. كمثال تستخدم مجموعات المخطوطات البادئة "MS"، والعديد من المخطوطات معروفة بأرقام قيدها البادئة بـ MS، وغالبًا ما تتضمن بادئة تشير لمجموعة معينة داخل المكتبة. وكما هو الحال مع العديد من مجموعات المكتبات البريطانية "المغلقة"، أو حسب اللغة، كمجموعة Froissart of Louis of Gruuthuse (BnF MS Fr. 2643-6)، مما يشير لمخطوطة من مجلدين بالفرنسية في المكتبة الوطنية الفرنسية (BnF).

## أنظر أيضا
- رقم التسجيل (المعلوماتية الحيوية)
- رقم التحكم بمكتبة الكونجرس